# Marie-Bernadette Bruguière
Marie-Bernadette Bruguière est une historienne française du droit et des institutions née le 1er avril 1944 à Toulouse où elle est morte le 19 janvier 2019. Ses champs de recherche sont l’Antiquité, les institutions de l’Ancien Régime et les relations entre l’opéra, le droit et la politique. Agrégée de droit romain et d’histoire du droit, elle a enseigné à l’Université des sciences sociales Toulouse I Capitole pendant plus de trente ans, jusqu’à sa retraite en octobre 2004.

## Études
Marie-Bernadette Bruguière est née le 1er avril 1944 à Toulouse, ville où elle a également grandi. Après une année à l’Institution Sainte-Marie des Champs en 1952, elle poursuit ses études primaires et secondaires au lycée de jeunes filles de Toulouse jusqu’en 1961.
Elle est diplômée de l'Institut d'études politiques de Toulouse (promotion 1964). Elle s’inscrit à la Faculté des Lettres (1961-1962 et 1964-1966) et à la Faculté de Droit (1961-1966) de Toulouse jusqu’à l’obtention de sa thèse Littérature et droit en Gaule au Ve siècle qu’elle soutient en 1968. Elle devient agrégée d’histoire du droit l’année suivante.

## Recherches
Les travaux de recherche de Marie-Bernadette Bruguière s’articulent autour de trois thématiques principales.
L’Antiquité la passionne et elle rédige sa thèse sur la littérature et le droit en Gaule au Ve siècle (publiée en 1974). Elle est dirigée par Jean Dauvillier, dont elle publie dans Le Nouveau Testament et les droits de l’Antiquité un ensemble d’articles en 2005. Elle s’intéresse entre autres à l’administration du Bas-Empire romain ou à la crise de la justice dans l’Antiquité tardive.
Elle travaille également sur les institutions de l’Ancien Régime avec une prédilection pour une histoire aux dimensions européennes et la mobilisation des recherches généalogiques portant sur les principales dynasties parfois avec une perspective sur l'histoire Toulousaine et les stratégies matrimoniales, comme dans l'article de 1979 intitulé Un précédent à la loi Salique ? L'exclusion des femmes dans la maison de Toulouse et de Tripoli,.
En 1983, elle publie avec ses collègues Henri Gilles et Germain Sicard une Introduction à l’histoire des institutions françaises, qui fit l’objet de plusieurs éditions et demeure une référence.
En 1985 elle publie un article sur l'impérialisme capétien dans le midi de la France aux XIIe et XIIIe siècles,.
Enfin, son troisième thème est les relations entre l’opéra, le droit et la politique. Plus novateur, il est retenu pour les Mélanges qui lui sont offerts par ses collègues en 2014. Elle soulève bon nombre de questions autour du pouvoir, de la société et de la politique dans les œuvres de Verdi, Shakespeare, Mozart, Rossini, Rameau, Victor Hugo ou Stendhal.

## Enseignements
Marie-Bernadette Bruguière commence sa carrière à la Faculté de droit de Rouen en décembre 1969 en tant que maître de conférences agrégée. Dès l’année suivante, elle retourne à Toulouse, obtenant un poste à l’Université des sciences sociales Toulouse I. Elle y devient professeure en avril 1974 et y enseigne jusqu’à sa retraite, le 1er octobre 2004.
Elle est chargée notamment des cours d’histoire du droit de première année, d’histoire des institutions de l’Antiquité et d’histoire des idées politiques.
En 1980, elle cofonde l’Association française des historiens des idées politiques (AFHIP) et y joue un rôle très actif, organisant notamment le colloque de Toulouse en 2001 sur le thème « Prendre le pouvoir : force et légitimité ». L’AFHIP est considérée aujourd’hui comme l'association la plus importante dans le champ de l'histoire des idées politiques. 
Marie-Bernadette Bruguière est membre de la Société archéologique du midi de la France depuis 1977, de l’Académie des sciences, inscriptions et belles-lettres de Toulouse et de l’Académie de législation.
En 2015, elle est signataire de l'Appel à la défense de l’histoire des idées politiques, publié en réaction au souhait du président du jury du concours externe de droit public de supprimer la « discutable » épreuve d’histoire des idées politiques.

## Principales publications
- Littérature et Droit dans la Gaule du Ve siècle, thèse Droit, Toulouse, 1968 ; augmentée pour publication, Paris, PUF, 1974[22].
- J. Dauvillier, Le Nouveau Testament et les droits de l’Antiquité, présenté et annoté par M.-B. Bruguière, Études d’histoire du droit et des idées politiques, 9, 2005, 518 p[23].
- Introduction à l’Histoire des Institutions Françaises, en collaboration avec H.Gilles et G. Sicard, Toulouse, 1983, p. 11-63 ; 2e éd., revue, 1990.
- Opéra, politique et droit, no 18 mélanges de Marie-Bernadette Bruguière, Presses de l’Université Toulouse 1 Capitole, 2014, 560 pages  (ISBN 978-2-36170-046-1)[24]
- Prendre le pouvoir : force et légitimité, Éditions Presses de l'Université Toulouse 1 Capitole, Coll. Études d'histoire du droit et des idées politiques, 2002,  (ISBN 978-2-36170-179-6)

## Famille
Marie-Bernadette Bruguière est la sœur de Michel Bruguière, directeur d'études à l'École des hautes études en sciences sociales (EHSS), homme politique et haut fonctionnaire français.

## Distinctions
- Officier de l'ordre des Palmes académiques[4]